# Villino Ruggeri
Il villino Ruggeri, costruito fra il 1902 e il 1907 su ideazione del proprietario, l'industriale farmaceutico Oreste Ruggeri, è uno splendido esempio di Liberty in Italia.

## Descrizione
Fu costruito tra il 1902 e il 1907 per l'industriale farmaceutico Oreste Ruggeri (1857–1912) e la sua famiglia come luogo di ritiro. L'esecuzione del piccolo edificio fu affidata all'architetto urbinate Giuseppe Brega (1877–1960), il quale ne disegnò appositamente arredi, decorazioni e paramenti esterni.
L'edificio, ubicato al civico n. 1 di piazzale della Libertà a Pesaro, è stato sottoposto a vincolo per edifici di interesse monumentale nel 1962.
La caratteristica principale del villino è la ricchissima presenza nei quattro paramenti esterni di decorazioni ispirate al mondo marino ed al mondo vegetale. La posizione davanti al mare lo valorizza al punto che tanti visitatori si fermano per ammirarlo.
La casa è alta tre piani. La facciata anteriore con il balcone presenta decorazioni floreali in stucco in stile liberty molto elaborate con il monogramma del proprietario. La vernice è verde chiaro e bianca. In origine il villino era tutto colorato, quindi non verde e bianco com'è oggi, con scintillanti portoni in bronzo raffiguranti a bassorilievo i familiari del proprietario.
Tutto nel villino doveva ricondurre a quel tipico gusto, tanto in voga nell'Europa del tempo, che aveva fatto del Gesamtkunstwerk il suo baluardo.
Alcune ville, residenze estive, realizzate nello stesso periodo, in stile Art Nouveau, con particolari moreschi, si trovano nel Salento, ma non hanno la raffinatezza della casa di Oreste Ruggeri.
Recentemente Laura-Ingrid Paolucci ha pubblicato un libro che ne racconta approfonditamente tutta la storia dalla costruzione ad oggi, ma soprattutto contenente le foto degli interni, sconosciuti ai più essendo il villino chiuso al pubblico.